# Celkaș
„Celkaș” (în rusă Челкаш) este o povestire din 1895 a scriitorului rus Maxim Gorki.